# كوكوتكساس
كوكوتشا Kokotxas هو يخنة سمك في اقليم الباسك وهو طعام تقليدي . يتكون الطبق من أعناق السمك المطهية (عادة من الأسماك الدهنية مثل سمك القد البقلة أو سمك النازلي ) ويقدم مع صلصة مصنوعة من النبيذ الأبيض والثوم والدقيق وزيت الزيتون. في إقليم الباسك يتم تقديم الطبق مع صلصة خضراء (الصلصة الخضراء / سالسا بيردي) المصنوعة من زيت الزيتون والدقيق والثوم والبقدونس.

## أنظر أيضا
- قائمة أطباق السمك
- قائمة اليخنة